# Erioptera (Erioptera) sordida
Erioptera (Erioptera) sordida is een tweevleugelige uit de familie steltmuggen (Limoniidae). De soort komt voor in het Palearctisch gebied.